# Bob Crane
Robert Edward Crane, detto Bob (Waterbury, 13 luglio 1928 – Scottsdale, 29 giugno 1978), è stato un attore statunitense celebre per aver interpretato il colonnello Robert E. Hogan nella sitcom Gli eroi di Hogan (1965–1971).

## Biografia
Era il secondogenito di Alfred Thomas Crane e di Rose Mary Ksenich. Il nome della famiglia è Crean.
Esordì come batterista dopo aver abbandonato la scuola e suonò in diverse band, riuscendo a entrare in una vera e propria orchestra sinfonica. Diventò presto un affermato commentatore radiofonico, dapprima nello stato di New York poi nel Connecticut, prima di trasferirsi a Los Angeles con la famiglia e divenire conduttore in un programma mattutino della KNX di Hollywood, dove ebbe modo di sfoggiare un istrionico talento, sia suonando la batteria che ospitando varie celebrità del mondo dello spettacolo.
Apparve in alcune note serie televisive statunitensi, come Alfred Hitchcock presenta e The Dick Van Dyke Show e conquistò la fama mondiale con il personaggio del brillante colonnello Robert E. Hogan, protagonista della serie comica Gli eroi di Hogan, telefilm di grandissimo successo anche in Italia, trasmesso per sei stagioni, dal 1965 al 1971, e che valse a Crane due candidature al premio Emmy nel 1966 e nel 1967.
Terminata la serie, la carriera di Crane ebbe un declino inesorabile. Girò un paio di film per la Disney ma la scarsa importanza delle scritture lo portò a ripiegare sulle commedie teatrali nei ristoranti, popolari negli Stati Uniti come dinner theater. Riapparve sul piccolo schermo nel 1975, tentando la conduzione di un programma televisivo tutto suo, The Bob Crane Show, che però venne cancellato dalla NBC dopo soli tre mesi di trasmissione, così tornò a lavorare nei dinner theater, con qualche apparizione televisiva nella pubblicità e nelle serie Ellery Queen, Quincy e Love Boat.
Bob Crane si sposò due volte, nel 1947 con la sua compagna di liceo Anne Terzian, dalla quale divorziò nel 1972 per risposarsi con Patricia Olson, in arte Sigrid Valdis, attrice e interprete femminile de Gli eroi di Hogan.

### Morte
Durante una tournée teatrale in Arizona, Crane venne ritrovato morto nel suo appartamento di Scottsdale, con il cranio fracassato, vittima di un delitto rimasto ufficialmente irrisolto. Secondo il libro Auto Focus: The Murder of Bob Crane di Robert Graysmith, all'inizio degli anni settanta l'attore era scivolato in una torbida spirale di eccessi e depravazioni dopo l'incontro con John Henry Carpenter, un dipendente della Sony ed esperto di tecnologia video, che lo portò a uno stile di vita dissoluto e lo coinvolse nel vizio di riprendere incontri sessuali mediante il neonato sistema di registrazione VCR.

## Influenza culturale
La vita di Crane, il suo declino e il tragico epilogo hanno ispirato il film Auto Focus (2002), con Greg Kinnear nel ruolo di Crane e Willem Dafoe in quello di Carpenter. Tema centrale della pellicola è una carriera inficiata da una dipendenza compulsiva sessuale, aggravata dalla burrascosa amicizia con Carpenter, il quale, sospettato dell'omicidio, fu poi scagionato per insufficienza di prove. La versione dei fatti presentata dal film è stata contestata dai familiari di Crane.

## Filmografia

### Cinema
- Ritorno a Peyton Place (Return to Peyton Place), regia di José Ferrer (1961)
- Trappola per uomini (Man-Trap), regia di Edmond O'Brien (1961)
- Squadra d'emergenza (The New Interns), regia di John Rich (1964) - non accreditato
- La minigonna proibita della compagna Schultz (The Wicked Dream s of Paula Schultz), regia di George Marshall (1968)
- Dai papà... sei una forza! (Superdad), regia di Vincent McEveety (1973)
- Gus - Uno strano campione di football (Gus), regia di Vincent McEveety (1976)

### Televisione
- General Electric Theater – serial TV, 2 puntate (1953-1961)
- Ai confini della realtà (The Twilight Zone) – serie TV, episodio 2x20 (1961) - non accreditato
- The Dick Van Dyke Show – serie TV, episodio 2x14 (1962)
- L'ora di Hitchcock (The Alfred Hitchcock Hour) – serie TV, episodio 1x15 (1963)
- Channing – serie TV, episodio 1x13 (1963)
- The Donna Reed Show – serie TV, 62 episodi (1963-1965)
- Gli eroi di Hogan (Hogan's Heroes) – serie TV, 168 episodi (1965-1971)
- The Red Skelton Show – serie TV, episodio 16x17 (1967)
- Arsenic and Old Lace, regia di Robert Sheerer – film TV (1969)
- Love, American Style – serie TV, episodi 1x05-2x21-3x13 (1969-1971)
- The Doris Day Show – serie TV, episodio 4x01 (1971)
- Mistero in galleria (Night Gallery) – serie TV, episodio 2x09 (1971)
- Delphi Bureau (The Delphi Bureau) – serie TV, episodio 1x01 (1972)
- Tenafly – serie TV, episodio 1x04 (1974)
- Pepper Anderson agente speciale (Police Woman) – serie TV, episodio 1x10 (1974)
- The Bob Crane Show – serie TV, 14 episodi (1975)
- Joe Forrester – serie TV, episodio 1x18 (1976)
- Ellery Queen – serie TV, episodio 1x21 (1976)
- I piloti di Spencer (Spencer's Pilots) – serie TV, episodio 1x08 (1976)
- Ragazzo di provincia (Gibbsville) – serie TV, episodio 1x03 (1976)
- Quincy (Quincy, M.E.) – serie TV, episodio 2x07 (1977)
- Nel tunnel dei misteri con Nancy Drew e gli Hardy Boys (The Hardy Boys) – serie TV, episodio 1x08 (1977)
- Love Boat (The Love Boat) – serie TV, episodio 1x13 (1978)

## Riconoscimenti
- Premio Emmy
  - 1966 – Candidatura al miglior attore in una serie commedia per Gli eroi di Hogan
  - 1967 – Candidatura al miglior attore in una serie commedia per Gli eroi di Hogan

## Doppiatori italiani
Nelle versioni in italiano, dei suoi film e serie televisive, Bob Crane è stato doppiato da:
- Silvio Anselmo in Gli eroi di Hogan
- Cesare Barbetti in Dai papà... sei una forza!
- Giorgio Favretto in Love Boat